# Fleadh (Band)
Fleadh [fʲlʲaː] (irisch „Fest“) ist eine Irish-Folk-Band aus der Rhein-Neckar-Region in Deutschland. Das Repertoire besteht aus traditionellen und eigenen Instrumentalstücken und Liedern.

## Geschichte
Fleadh wurde 1997 von Frank Weber, Uli Schmidt sowie Tina und Stefan Zobel gegründet. 2001 verließen Tina und Stefan Zobel die Band. Sie wurden durch Angela Breuer (Gesang) und Thomas Gorny (Gitarre) ersetzt. In dieser Besetzung wurde 2003 die erste EP Irish Songs’n’Tunes aufgenommen.
2006 verließ Ulrich Schmidt die Band und wurde durch Frank Dürschner (Banjo, Mandoline) ersetzt.
2008 folgte die nächste Umbesetzung: Angela Breuer verließ die Gruppe. Neu hinzu kamen Marcus Eichenlaub (Fiddle) sowie der irische Singer-Songwriter Saoirse Mhór und die Gastsängerin Anna Hachulla.
2010 veröffentlichte die Band ihr erstes Album Humpy and Lumpy, welches mehrmals positiv rezensiert wurde.
Im selben Jahr trat sie beim Rhein-Neckar Fernsehen in Mannheim auf und gewann den ersten Platz beim Deutschen Rock und Pop Preis in der Kategorie Beste Folk Rock Band.
In den nächsten beiden Jahren trat Fleadh auf mehreren Folk-Festivals auf, unter anderem dem TFF Rudolstadt, der Balver Höhle und beim Folk im Schlosshof.
2013 veröffentlichte die Band ihr zweites Album The Cleggan Bay Disaster. Es beinhaltet u. a. fünf Lieder, die von Saoirse Mhór geschrieben wurden. Gründungsmitglied Uli Schmidt war bei den Aufnahmen wieder als Gastmusiker vertreten. Das offizielle Release fand am 1. Februar 2013 in Newbridge (Co. Kildare) statt, dem Heimatort von Saoirse Mhór. In der gleichen Woche sendeten zwei irische Radiostationen (Connemara Community Radio und Kildare KFM) Features über Fleadh. Die internationale Presse reagiert mit deutlich positiven Rezensionen des Albums.
Seit Mai 2013 tritt Fleadh meist mit einem Bassisten auf. Gastmusiker in dieser Funktion ist Karl Schramm.

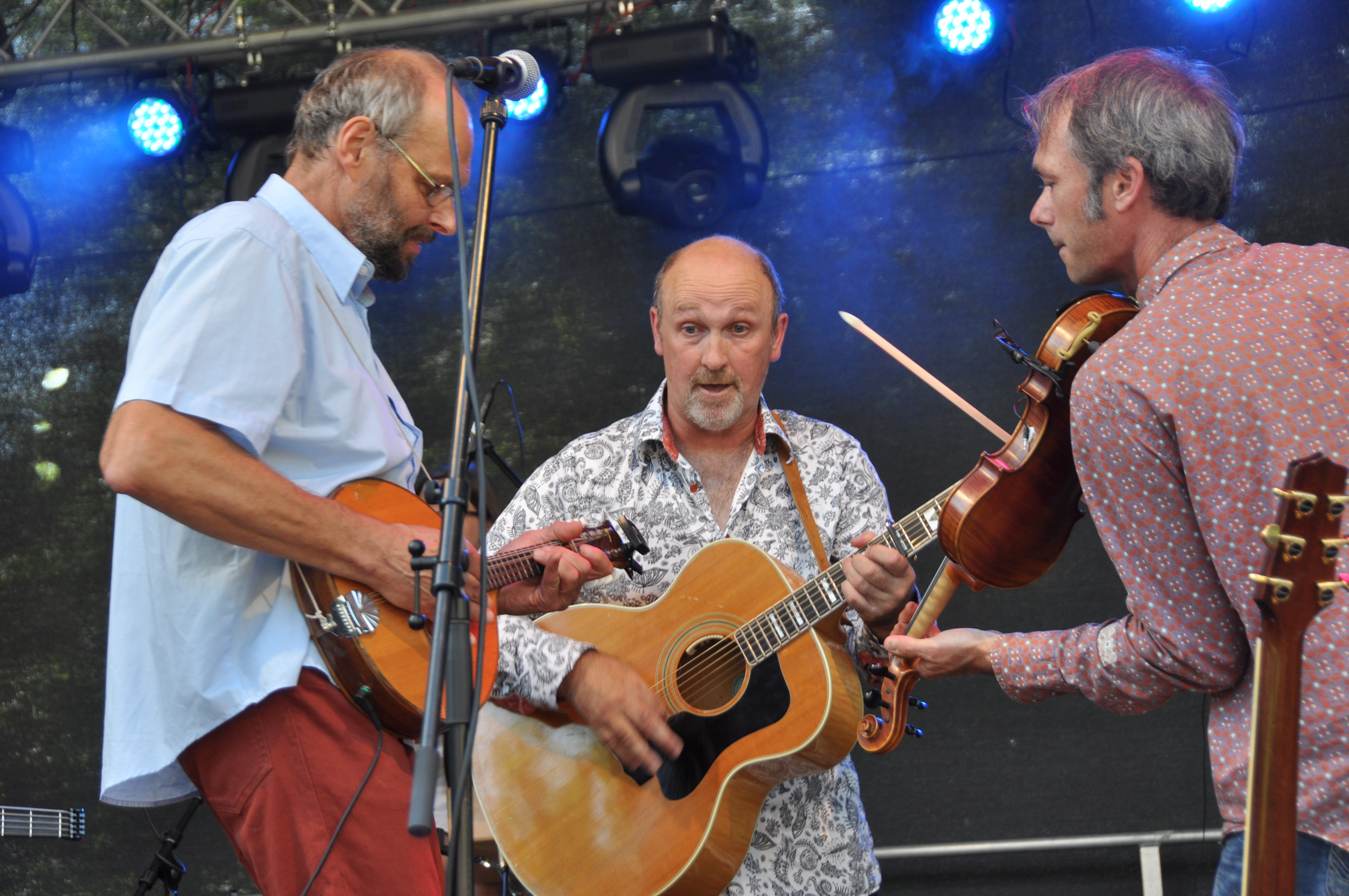
Fleadh beim Folk am Neckar 2014

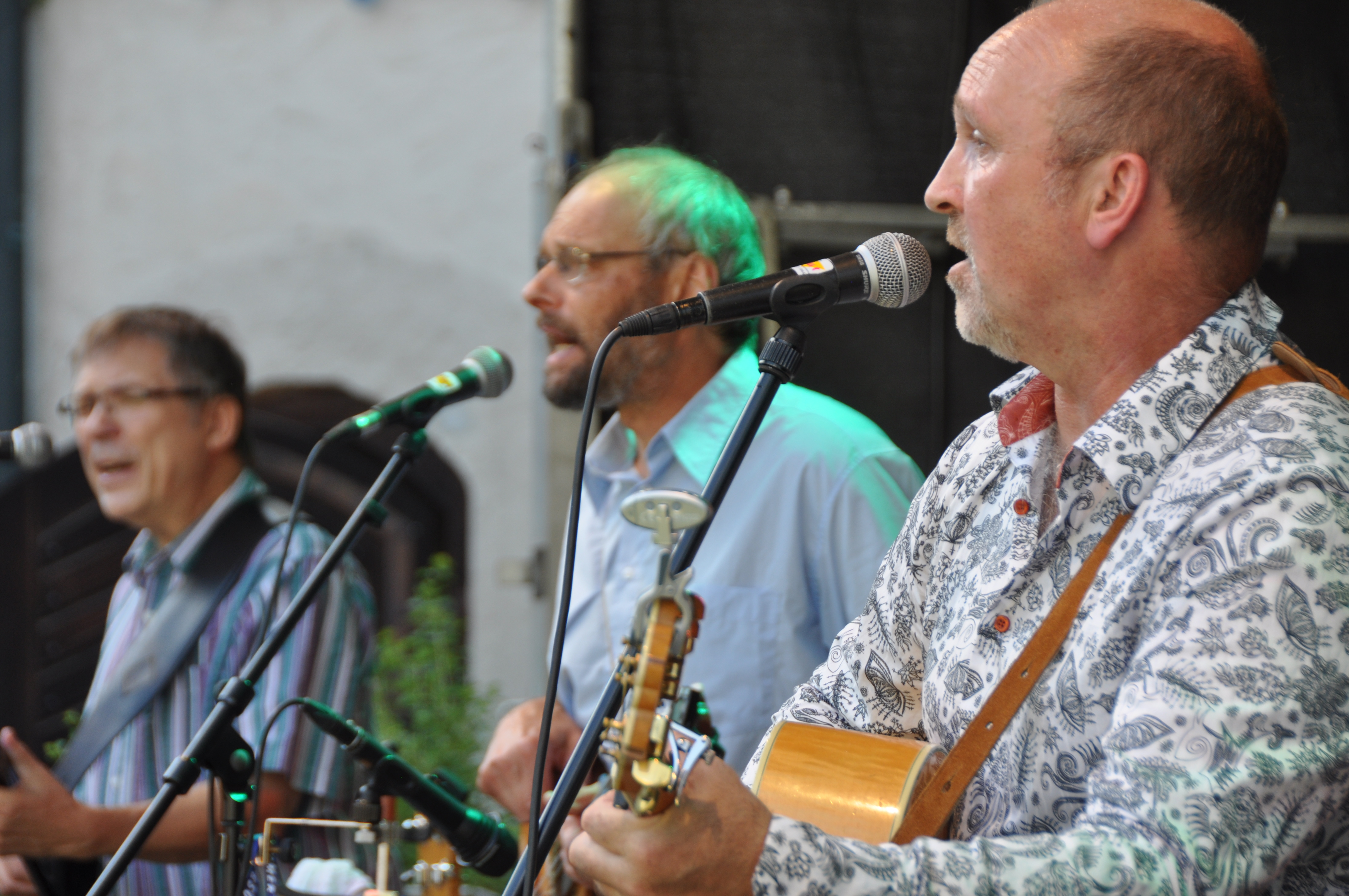
Fleadh beim Folk am Neckar 2014

Im Juli 2013 folgten noch ein weiterer Auftritt beim Rhein-Neckar Fernsehen sowie der Gewinn des ersten Platzes beim gemeinsamen Musikwettbewerb der BASF und der Popakademie Baden-Württemberg.
Seit 2014 ist Thomas von Haefen fester Bassist bei Fleadh.
Im Sommer 2017 wurde Frank Dürschner durch Daniel Draxler (Banjo, Mandoline, Background-Gesang) ersetzt.
Ende 2018 trennen sich die Wege von Saoirse Mhór und Fleadh. Neuer Sänger wurde der aus Co. Donegal stammende Singer-Songwriter John P. Kennedy (J.P.). Bassist Thomas von Haefen verlässt ebenfalls die Band. 2019 werden einzelne Konzerte noch mit Saoirse Mhór und Thomas von Haefen durchgeführt.
Noch im Jahr 2019 muss J.P. Kennedy aus gesundheitlichen Gründen wieder aufhören.
Neue Sängerin wurde Miriam Burkardt.
In den Jahren 2020 und 2021 mussten alle geplanten Konzerte aufgrund der Covid-19-Pandemie abgesagt werden.
2022 startet die Band neu mit der Sängerin Elke Immik.

## Diskografie

### EPs
- 2003: Irish Songs’n’Tunes
- 2023: Feather and Stone

### Alben
- 2010: Humpy and Lumpy
- 2013: The Cleggan Bay Disaster
- 2015: The Peacock's Feather

## Auszeichnungen
- 2010: Deutscher Rock und Pop Preis: 1. Platz als Beste Folkrockband[11]
- 2010: Titel Band des Jahres, verliehen vom Rhein-Neckar Fernsehen[12]
- 2013: 1. Platz beim Musikwettbewerb der BASF und der Popakademie Baden-Württemberg[13][14]
- 2013: Deutscher Rock und Pop Preis: 1. Platz in der Kategorie Bestes traditionelles Weltmusikalbum, 1. Platz in der Kategorie Bester Folkrocksong, 1. Platz in der Kategorie Bestes Folkrockalbum[15]
- 2015: Deutscher Rock und Pop Preis: 1. Platz in der Kategorie Bestes traditionelles Weltmusikalbum, 1. Platz in der Kategorie Bester Folkrocksänger, 1. Platz in der Kategorie Bester Folkrocksong, 1. Platz in der Kategorie Bestes Arrangement[16]
- 2023: Deutscher Rock und Pop Preis: Preisträger in den Kategorien Beste Folkrocksängerin, Beste Folkrockband, Bester Folkrocksong, und Bestes Arrangement[17]